# Regione dei Grandi Laghi

In rosso, gli stati o le province del Nord America facenti parte della Regione dei Grandi Laghi

La Regione dei Grandi Laghi del Nord America è una regione geografica bi-nazionale (Canada e Stati Uniti d'America) che comprende parte di otto stati statunitensi (Illinois, Indiana, Michigan, Minnesota, New York, Ohio, Pennsylvania e Wisconsin) nonché la provincia canadese dell'Ontario. La regione è incentrata sui Grandi Laghi, formando un'identità storica, economica e culturale distintiva. Una parte della regione comprende anche la Megalopoli dei Grandi Laghi.
La Commissione dei Grandi Laghi, autorizzata dagli otto stati americani della regione e dalle province canadesi dell'Ontario e del Quebec, consiste in un'autorità bi-nazionale con poteri specifici, con l'obiettivo di proteggere e preservare l'acqua, le risorse ambientali dei Grandi Laghi e dei corsi d'acqua circostanti oltre alle falde acquifere. Gli stati e le province sono rappresentati nella Conferenza dei Grandi Laghi e dei Governatori e dei Premier di San Lorenzo.
La regione dei Grandi Laghi prende il nome dalla corrispondente formazione geologica del bacino dei Grandi Laghi, uno stretto bacino delimitato da bacini idrografici a nord della regione (Baia di Hudson), a ovest (Mississippi), a est e a sud (Ohio). A est, i fiumi di San Lorenzo, Richelieu, Hudson, Mohawk e Susquehanna formano un arco di bacini idrografici a ovest dell'Atlantico.

## Storia

Mappa del bacino dei Grandi Laghi.

### Primi insediamenti europei
Prima dell'arrivo degli europei, gli irochesi vivevano intorno ai laghi Erie e Ontario, insieme a tribù di origine algonquiana e una grande varietà di altre popolazioni indigene tra cui Menominee, Ojibwa, Illinois, Pottawatmie, Huron, Shawnee, Erie, Fox, Miami, Meskwaki e Ho-Chunk. Con i primi insediamenti europei permanenti all'inizio del diciassettesimo secolo, tutti questi popoli-nazione svilupparono un vasto commercio di pellicce con i mercanti francesi, olandesi e inglesi nelle valli del San Lorenzo, dell'Hudson e del Mohawk, oltre a quella della Baia di Hudson.
Le prospettive di un monopolio sulle pellicce e la scoperta del leggendario passaggio a nord-ovest verso l'Asia generarono una competizione sporadica ma intensa per il controllo del territorio, tra le tre più potenti nazioni imperiali dell'Europa nord-occidentale: un secolo e mezzo di guerre navali e terrestri tra Francia, Paesi Bassi e Gran Bretagna si conclusero con il controllo britannico della regione, dal fiume Ohio all'Artico e dall'Atlantico al Mississippi.
La Gran Bretagna sconfisse definitivamente la Francia nella Battaglia di Québec nel 1759 e, con il conseguente Trattato di Parigi (1763) che pose fine alla Guerra dei sette anni, conosciuta in America come la Guerra franco-indiana, l'intera regione fu ceduta al vincitore. Il dominio della Gran Bretagna fu intensamente contestato da una confederazione indiana durante la Ribellione di Pontiac, che provocò importanti concessioni alle nazioni indiane ancora sovrane; la confederazione irochese, le cui sei nazioni membri - Mohawk, Oneida, Onondaga, Cayuga, Seneca e Tuscarora -  non hanno mai concesso la sovranità alla Gran Bretagna o, più tardi agli Stati Uniti su tali territori.

### Durante il XVIII secolo
Durante la Rivoluzione americana, la regione fu contesa tra la Gran Bretagna e le colonie americane ribelli. Nella speranza di rivendicazioni favorevoli in un eventuale trattato di pace con la Gran Bretagna, gli avventurieri americani guidati dal leader della milizia del Kentucky George Rogers Clark occuparono brevemente alcuni insediamenti, tra cui Cahokia, Kaskaskia e Vincennes senza trovare opposizione, con il sostegno passivo da parte degli abitanti francofoni. Nella Pace di Parigi (1783) la Gran Bretagna cedette agli Stati Uniti, quello che divenne noto come il Territorio del Nord-Ovest, l'area delimitata dai Grandi Laghi, dai fiumi Mississippi e Ohio e le colonie orientali di New York e Pennsylvania. La Gran Bretagna, che nutriva l'ambizione di rientrare in possesso dell'area se i neonati Stati Uniti non l'avessero governata, mantenne il controllo sui suoi forti e la licenza per il commercio di pellicce per quindici anni.
Durante il periodo del Congresso della Confederazione, tra il 1781 e il 1789, il Congresso continentale dei neonati Stati Uniti approvò tre ordinanze la cui autorità però non era chiara riguardo al governo della regione da parte americana. L'Ordinanza sulla terra del 1784 stabilì le linee generali della futura governance: il territorio sarebbe stato diviso in sei stati, ai quali sarebbero stati conferiti ampi poteri di istituzione costituzionale e ammessi all'Unione. L'Ordinanza sulla terra del 1785 specificò il modo in cui la terra sarebbe stata distribuita nel Territorio, favorendo la vendita in piccoli lotti ai coloni che le avrebbero lavorato tramite proprie fattorie.
In ultimo, l'Ordinanza del nord-ovest del 1787 definì i protocolli politici in base ai quali gli stati americani a sud dei laghi sarebbero potuti entrare nell'unione, come membri aventi pari diritti politici alle tredici colonie originali. L'ordinanza, adottata nella sua forma definitiva appena prima della stesura della Costituzione degli Stati Uniti, era una proposta di ampie vedute, per creare quello che all'epoca era un esperimento radicale nella forma di governo e nell'economia: proibiva la schiavitù, limitava la primogenitura, imponeva una scuola dell'obbligo universale, prevedeva la cessione di terreni agricoli alle persone che vi si stabilivano per lavorarli e richiedeva un trattamento pacifico e legittimo della popolazione indiana; inoltre l'ordinanza proibì l'istituzione della religione di stato e stabilì i diritti civili, che sarebbero poi comparsi nella Carta dei diritti degli Stati Uniti, che includevano il divieto di punizioni crudeli ed inusuali, l'istituzione del processo da parte di una giuria e il divieto di perquisizione senza autorizzazione. Cinque stati iniziarono a formarsi in seguito a queste disposizioni: Ohio, Indiana, Michigan, Illinois e Wisconsin. Anche la parte nord-orientale del Minnesota, dal Mississippi al fiume San Croix, cadde sotto la giurisdizione delle ordinanze ed estese la costituzione e la cultura del vecchio nord-ovest ai futuri Dakota del Nord e del Sud. L'ondata di insediamenti generò però tensioni che culminarono nella Battaglia dei Fallen Timbers nel 1794.
La Gran Bretagna, temendo che un rapido insediamento americano potesse portare all'annessione delle sue province occidentali, emanò il Consitution Act nel 1791, concedendo un autogoverno limitato alle province canadesi e creando due nuove province fuori dal Canada: Basso Canada (oggi Quebec) e Alto Canada (attuale Ontario).

### Dal XIX secolo ad oggi
L'insediamento e l'espansione economica di entrambe le parti accelerarono dopo l'apertura del Canale Erie nel 1825, un'impresa pubblica che integrò efficacemente i mercati e il commercio tra la costa atlantica e la regione dei Grandi Laghi: la regione su entrambi i lati del confine divenne un vasto laboratorio di ricerca e progettazione per macchinari e tecniche agricole e le aziende agricole di stampo familiare riuscirono a trasformare sia la demografia che l'ecologia di un vasto territorio incolto in terreni agricoli, producendo principalmente grano e mais. I fiumi San Lorenzo, Mohawk e Hudson fornirono ottime vie per il commercio di grano verso la parte occidentale di New York e nell'Ohio nord-orientale, mentre il fiume Ohio ha permesso ai prodotti agricoli della Pennsylvania occidentale, dell'Ohio meridionale, dell'Indiana e dell'Illinois di spostarsi a valle verso New Orleans. Anche l'industria iniziava a fiorire, come l'estrazione mineraria, principalmente di metalli teneri come rame, zinco e piombo; e le foreste fornivano, per le segherie in rapida espansione, il legname per nuovi insediamenti.
La produzione agricola e industriale generò culture politiche e sociali dai tratti repubblicani indipendenti, che si consolidarono in un'ideologia di libertà personale, mercati liberi e grandi visioni sociali, spesso espresse in termini di stampo religioso.
Durante la Guerra di Secessione Americana, l'alleanza della regione tra i movimenti anti-schiavistici e del suolo libero contribuirono con soldati e beni agricoli, che si rivelarono fondamentali nella vittoria dell'Unione. Gli atti di Homestead e di Morrill, donarono terreni federali per estendere l'economico agricola e per sostenere le università statali, furono da modello per l'espansione e l'istruzione per tutti gli stati futuri.
La conferenza britannico-canadese di Londra del 1866 e il successivo Constitution Act del 1867, derivanti da disordini politici e militari nella giurisdizione dell'Alto Canada, portarono alla sua riorganizzazione come provincia dell'Ontario. Analogamente alle disposizioni delle ordinanze statunitensi, l'Ontario proibì la schiavitù, introdusse la distribuzione della terra agli agricoltori che possedevano la propria fattoria e introdusse l'educazione pubblica universale. 

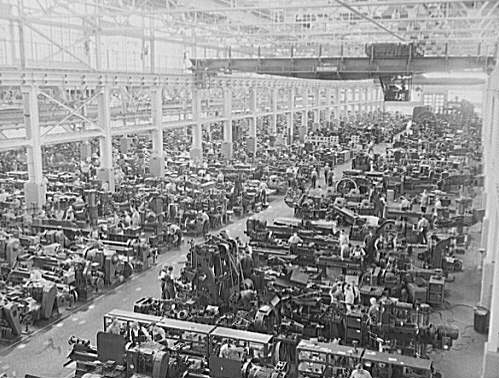
Impianto di assemblaggio Ford (River Rouge, 1941)

L'organizzazione e la tecnologia industriale hanno reso la regione uno dei centri di produzione più attivi ed avanzati del pianeta. I proto-monopoli del diciannovesimo secolo come l'International Harvester, lo Standard Oil e lo United States Steel consolidarono il modello industriale americano; la regione diede i natali alle maggiori industrie di raffinazione del petrolio, di estrazione del carbone e della produzione di acciaio, automobili, gomma sintetica, macchine agricole e di mezzi di trasporto pesanti a livello mondiale, oltre all'agricoltura industrializzata, alla lavorazione della carne, dei cereali confezionati e dei prodotti lattiero-caseari. In risposta agli squilibri di potere derivanti da una così vasta concentrazione di potere economico, i lavoratori e gli operai si organizzarono nel Congresso delle organizzazioni industriali, un movimento cooperativo agricolo in linea con la politica progressista guidata dal governatore e senatore del Wisconsin Robert M. La Follette. Le università statali, il lavoro sociale di professione e la retribuzione dei lavoratori sono stati alcuni dei contributi della regione alle politiche sociali degli Stati Uniti.
La regione dei Grandi Laghi vide sorgere importanti innovazioni a livello globale nella tecnologia agricola, nei trasporti e nella costruzione di edifici: il mietitore di Cyrus McCormick, l'aratro in acciaio di John Deere, l'elevatore per il grano di Joseph Dart e la struttura a palloncino di George Washington Snow sono alcune delle innovazioni che hanno avuto maggiormente un impatto nel settore primario. L'Università di Chicago e la Case Western Reserve University hanno avuto un ruolo di spicco nello sviluppo dell'energia nucleare. La produzione automobilistica si sviluppò contemporaneamente in Ohio e Indiana e si concentrò nell'area di Detroit nel Michigan. La catena di montaggio di Henry Ford, ridisegnò interi processi manifatturieri come lavorazione della carne, la produzione di macchine agricole e l'ingegneria industriale dell'acciaio tramite la produzione in serie. Le società Montgomery Ward e Sears Roebuck di Chicago riuscirono ad integrare la produzione di massa con la distribuzione al dettaglio. 

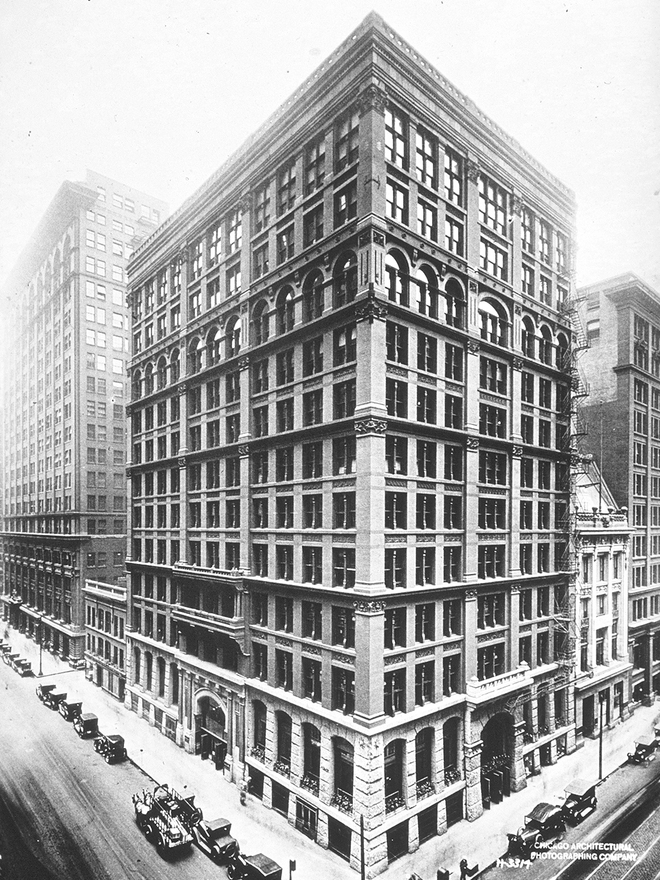
Home Insurance Building, Chicago

Chicago e Detroit svolsero ruoli importanti nel campo dell'architettura: a Chicago fu costruito il primo grattacielo del mondo nel 1885: l'Home Insurance Building progettato da William LeBaron Jenney. L'innovazione ingegneristica di Chicago, fece divenire la città uno dei centri più influenti al mondo dell'architettura urbana contemporanea. Altrettanto influente fu l'invenzione nel 1832 dei cosiddetti "telai a palloncino" che sostituì la costruzione in legno pesante, richiedente travi massicce e una grande abilità nella lavorazione del legno. Questo nuovo legname poteva essere inchiodato insieme da agricoltori e coloni, usandolo per costruire case e fienili nelle praterie e nelle pianure occidentali. Frank Lloyd Wright, nato nel Wisconsin, ha studiato a Chicago prototipi per progetti architettonici.
John A. Roebling, immigrato di origini tedesche della Pennsylvania, inventò la fune d'acciaio, una parte fondamentale dei ponti sospesi che progettò in seguito e di cui supervisionò la costruzione a Pittsburgh, Cincinnati e Buffalo, sulla base di precedenti acquedotti di successo ma il suo progetto più famoso rimane il Ponte di Brooklyn, completato nel 1883.
I contributi ai trasporti moderni includono i primi aeroplani dei fratelli Wright, progettati e perfezionati nelle loro officine di meccanici di Dayton, in Ohio mentre il canale Erie dell'inizio del XIX secolo e la Via Acquatica del San Lorenzo della metà del XX secolo ampliarono la portata e la capacità del trasporto merci per via acquatica.
Le associazioni agricole si unirono alla National Grange of the Order of Patrons of Husbandry del diciannovesimo secolo, che a sua volta generò le cooperative agricole che definirono gran parte dell'economia e della cultura politica rurale in tutta la regione. Le organizzazioni, etniche e civili, hanno esteso le cooperative e supportato le iniziative locali dalle compagnie assicurative agli orfanotrofi e agli ospedali.
I maggiori contributi istituzionali sono state le principali organizzazioni aziendali, sindacali, educative e cooperative: nella Regione dei Grandi Laghi nacquero alcune delle più influenti corporazioni nazionali e internazionali dell'era monopolistica di fine ottocento e inizio novecento, tra cui John Deere Plough, McCormack Reaper, le ferrovie di New York Central ed Erie, Carnegie Steel, United States Steel, International Harvester e Standard Oil. In parte per bilanciare la rappresentanza democratica con il potere economico e politico di queste corporazioni, la regione ospitò organizzazioni del lavoro industriale, cooperative agricole consolidate e sistemi educativi statali: il Congresso delle organizzazioni industriali, una confederazione sindacale, nacque dai minatori delle miniere di carbone e di ferro e dagli operai delle industrie siderurgiche, automobilistiche e della gomma della regione, anche in seguito agli scioperi avvenuti in Ohio, Indiana e Michigan.
Durante la Seconda Guerra Mondiale, la regione divenne l'epicentro di produzione di veicoli terrestri motorizzati, tra cui automobili, camion e jeep, nonché un importante fornitore di motori, trasmissione e componenti elettrici per l'industria aeronautica di guerra. A causa dell'estrema carenza di manodopera, la regione aumentò la meccanizzazione e vennero assunti un gran numero di donne immigrati, per aumentare la sua produzione alimentare.

## Economia
| Stato o provincia | PIL 2008 (milioni di USD) | %      |
| ----------------- | ------------------------- | ------ |
| New York          | 1,141,088                 | 25.2   |
| Illinois          | 633,697                   | 14.0   |
| Ontario           | 584,460                   | 12.9   |
| Pennsylvania      | 553,301                   | 12.2   |
| Ohio              | 471,508                   | 10.4   |
| Michigan          | 382,544                   | 8.4    |
| Minnesota         | 262,847                   | 5.8    |
| Indiana           | 254,861                   | 5.6    |
| Wisconsin         | 240,429                   | 5.3    |
| TOTALE            | 4,528,128                 | 100.00 |

Il territorio navigabile tramite corsi d'acqua e i porti hanno stimolato la costruzione di numerose infrastrutture di trasporto in tutta la regione, che rimane ancora oggi leader globale nella produzione avanzata e nella ricerca e sviluppo, con innovazioni significative sia nei processi di produzione che nell'organizzazione aziendale, sin dalle sue origini: la Standard Oil di John D. Rockefeller, la cui prima raffineria sorse a Cleveland, in Ohio, stabilì per prima una distribuzione uniforme e degli standard elevati dei prodotti petroliferi, numerosi produttori di macchine agricole si unirono nell'International Harvester di Chicago, la produzione di acciaio dell'imprenditore britannico Andrew Carnegie riuscì ad integrare i processi Bessemer negli impianti più efficienti e redditizi del mondo mentre la United States Steel, il monopolio più grande del mondo, consolidò la produzione di acciaio in tutta la regione.
Nella regione nacque il concetto di marketing di massa, nel senso moderno del termine, grazie a due rivenditori concorrenti tra loro di Chicago - Montgomery Ward e Sears Roebuck - tramite lo sviluppo delle vendite attraverso cataloghi, distribuzione per corrispondenza e la creazione dei loro marchi come fornitori di beni di consumo.
I vantaggi derivanti dall'accessibilità tramite corsi d'acqua, lo sviluppo di infrastrutture di trasporto altamente sviluppate ed un mercato di base e finanziario prosperi resero la Regione dei Grandi Laghi leader nella produzione di automobili: la catena di montaggio e la produzione integrata di Henry Ford posero le basi per i maggiori siti di produzione automobilistici. L'area di Detroit emerse come il maggior centro di produzione di autoveicoli a livello mondiale, con impianti produttivi in tutta la regione. La città di Akron, in Ohio divenne leader mondiale della produzione della gomma, spinta dalla richiesta di pneumatici. Oltre 200 milioni di tonnellate di merci vengono annualmente imbarcate per attraversare i Grandi Laghi.
Secondo gli studi della Brookings Institution, se fosse uno stato indipendente, l'economia della Regione dei Grandi Laghi sarebbe una delle maggiori del pianta, con una produzione di circa 4,5 mila miliardi di dollari di valore lordo. La regione contiene inoltre la melagalopoli definita come ChiPitts, un'area urbana di circa 59 milioni di abitanti in cui Chicago sta emergendo come la terza megacittà (città con più di 10 milioni di abitanti) degli Stati Uniti, dopo New York e Los Angeles. Le città sui Grandi Laghi hanno accesso all'Oceano Atlantico attraverso la Via Acquatica del San Lorenzo, rendendo di fatto internazionali i loro porti.

## Centri abitati
| Posizione | Area                             | Stato/ Provincia | Immagine | Popolazione (2009) | Proiezione della popolazione nel 2025 | Proiezione dell'aumento di popolazione 2009-2025 |
| --------- | -------------------------------- | ---------------- | -------- | ------------------ | ------------------------------------- | ------------------------------------------------ |
| 1         | Chicago                          | IL-IN-WI         |          | 9,804,845          | 10,935,100                            | 1,130,255                                        |
| 2         | Toronto                          | ON               |          | 5,741,400          | 7,408,000                             | 1,666,600                                        |
| 3         | Detroit                          | MI               |          | 5,327,764          | 6,191,000                             | 863,236                                          |
| 4         | Cleveland                        | OH               |          | 3,515,646          | 3,795,658                             | 280,012                                          |
| 5         | Milwaukee                        | WI               |          | 1,760,268          | 1,913,000                             | 157,732                                          |
| 6         | Ottawa – Gatineau                | ON-QC            |          | 1,451,415          | 1,596,556                             | 145,141                                          |
| 7         | Grand Rapids                     | MI               |          | 1,327,366          | 1,530,000                             | 202,634                                          |
| 8         | Buffalo                          | NY               |          | 1,203,493          | 1,040,400                             | -163,093                                         |
| 9         | Rochester                        | NY               |          | 1,149,653          | 1,248,600                             | 98,947                                           |
| 10        | Hamilton                         | ON               |          | 740,200            | 954,858                               | 214,658                                          |
| 11        | Toledo                           | OH               |          | 672,220            | 672,220                               | 0                                                |
| 12        | Kalamazoo                        | MI               |          | 524,030            | 540,000                               | 15,970                                           |
| 13        | Lansing                          | MI               |          | 523,609            | 547,325                               | 23,716                                           |
| 14        | Kitchener – Cambridge – Waterloo | ON               |          | 492,400            | 635,196                               | 142,796                                          |
| 15        | London                           | ON               |          | 492,200            | 634,938                               | 142,738                                          |
| 16        | Fort Wayne                       | IN               |          | 414,315            | 455,623                               | 39,366                                           |
| 17        | St. Catharines – Niagara         | ON               |          | 404,400            | 521,676                               | 117,276                                          |
| 18        | Windsor                          | ON               |          | 330,900            | 426,861                               | 95,961                                           |
| 19        | South Bend-Mishawaka             | IN               |          | 319,224            | N/A                                   | N/A                                              |
| 20        | Erie                             | PA               |          | 280,985            | N/A                                   | N/A                                              |

## Geografia

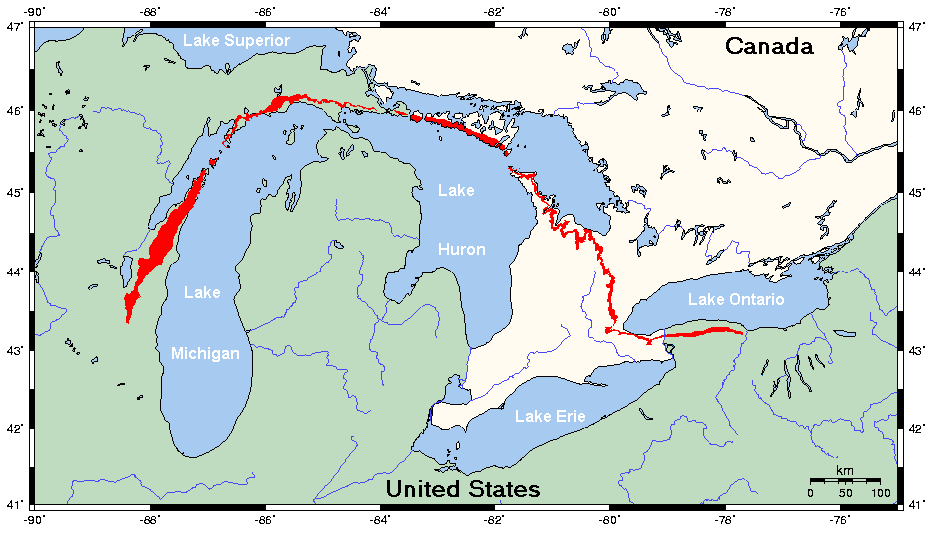
La scarpata del Niagara (in rosso)

Gli strati paleozoici sono solo parte di una grande area di strati simili di diverse centinaia di metri di spessore; tali strati scendono verso sud dalla regione detta Laurentian Highlands della parte est del Canada. La parte visibile oggi è soltanto una piccola parte del continente preistorico, mentre la parte restante si trova al di sotto di uno strato paleozoico infatti la frazione visibile fu l'ultima del continente ad affondare sotto i mari paleozoici. Quando la parte superiore e i depositi stratificati furono innalzati nuovamente, esso doveva apparire come una pianura costiera. Tutto ciò avvenne, ovviamente, molto tempo fa: da allora gli strati sono stati erosi progressivamente ed oggi non possiedono più nessuna delle caratteristiche iniziali. L'intera zona può quindi essere considerata come un'antica pianura costiera.
Si possono trovare poche manifestazioni migliori di questo tipo rispetto a quelle presentate nella regione dei Grandi Laghi. La principale cintura o scarpata dell'altopiano è formata da solida pietra calcarea/dolomitica del Niagara, che prende il nome dalle omonime cascate e scende, attraverso l'altopiano dal fiume Niagara. Come in tutte queste formazioni, la Scarpata del Niagara ha una pendenza relativamente forte che si innalza sul lato verso l'altopiano e un lungo franapoggio dolce sull'altro lato, i cui rilievi sono raramente superiori ai 90 metri. La sua continuità e il suo contrasto con le pianure associate agli strati deboli sottostanti e sovrastanti, sono sufficienti per renderlo interessante. La scarpata si troverebbe diritta est-ovest se l'inclinazione degli strati fosse diretta uniformemente verso sud; tuttavia, gli strati sono in qualche modo deformati e quindi il corso della scarpata è fortemente convesso a nord nel mezzo ma delicatamente convesso a sud alle due estremità.
La scarpata inizia dove inizia ad essere determinante la componente di calcare/dolomia, nella parte centro-occidentale dello stato di New York; le pianure che contengono il Lago Ontario vengono separate dal Lago Erie. Progressivamente curva a nord-ovest attraverso la provincia dell'Ontario fino alla fascia dell'isola che divide la Georgian Bay dal Lago Huron. Da lì quindi, si dirige verso ovest attraverso il braccio di terra tra il Lago Superiore e il Lago Michigan e progressivamente verso sud-ovest negli stretti punti che dividono la Green Bay dal Lago Michigan. Infine, svanisce con il diradamento del calcare ed è difficilmente rintracciabile attraverso il Fiume Mississippi.
La disposizione dei Grandi Laghi corrisponde da vicino al corso delle pianure addossate sulle cinture degli strati più deboli su entrambi i lati della scarpata del Niagara: il Lago Ontario, la Georgian Bay e la Green Bay occupano le depressioni nella pianura sul lato interno della scarpata; il Lago Erie, il Lago Huron e il Lago Michigan si trovano invece in depressioni nella pianura sul lato esterno. Le due pianure confluiscono tra loro verso est e, dopo che la componente calcarea del Niagara scompare nel centro dello stato di New York, la singola pianura continua con il nome di Mohawk Valley. Questa è una depressione longitudinale est-ovest che è stata erosa su una fascia di strati relativamente deboli tra le rocce cristalline resistenti degli Adirondacks a nord e la scarpata settentrionale dell'Altopiano Appalachiano (Catskills - Helderbergs) a sud. Agli albori degli Stati Uniti, ciò fornì una rotta economica vitale tra i porti marittimi dell'Atlantico e l'interno degli Stati Uniti.